# Sonet 103 (William Szekspir)

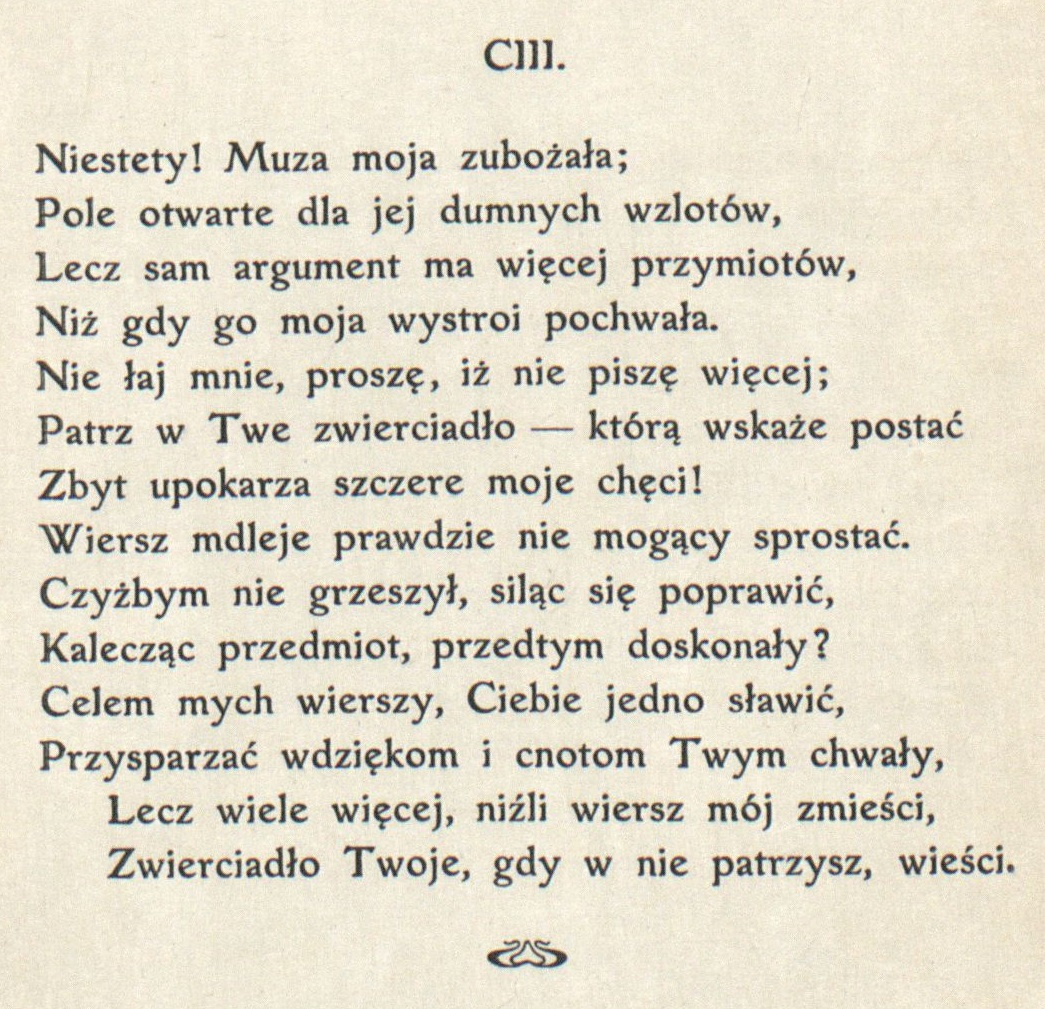
Pierwszy przekład sonetu 103 na język polski przez ks. Marię Sułkowską z 1913 roku.

Alack, what poverty my Muse brings forth,

That having such a scope to show her pride,

The argument, all bare, is of more worth

Than when it hath my added praise beside!

O, blame me not, if I no more can write!

Look in your glass, and there appears a face

That over-goes my blunt invention quite,

Dulling my lines and doing me disgrace.

Were it not sinful then, striving to mend,

To mar the subject that before was well?

For to no other pass my verses tend

Than of your graces and your gifts to tell;

And more, much more, than in my verse can sit,

Your own glass shows you when you look in it.

Ach! Jakżeż Muza ma nikła i blada!

Mogłaby w całym błysnąć majestacie,

Lecz większą wartość sam przedmiot posiada,

Niż gdyby w pięknej ukazał się szacie!

Nie łaj mnie za to, że nie piszę więcej!

Spojrzyj w zwierdadło i przyjrzyj się twarzy:

Nad me pomysły jest jej blask jarzęcy,

Przyćmiewa wiersz mój, a mnie wstydem darzy.

Nie byłbyż grzech to, gdybym dla naprawy

Miał psować przedmiot, żadną z wad nietknięty?

Rym mój do jednej li dąży postawy:

Głosić li wdzięk twój i twoje talenty,

Więcej, niż z zwrotek moich by wypadło,

Powie ci o tem, panie, twe zwierciadło.

Sonet 103 (ALack what pouerty my Muſe brings forth) – jeden z cyklu 154 sonetów autorstwa Williama Szekspira. Po raz pierwszy został opublikowany w 1609 roku.
Sonety 100–103 mają wspólną tematykę, którą są wariacje poetyckie na temat milczenia, zmierzające do jego wyjaśnienia oraz usprawiedliwienia. 

## Treść
W sonecie tym, podmiot liryczny, przez niektórych badaczy utożsamiany z autorem, rozwija myśl z trzech poprzednich sonetów pisząc, że ukochany jest sam w sobie świetniejszy niż wszystkie pochwały poetyckie. Dystych zamykający można rozumieć dwojako, z jednej strony jako oczywistą pochwałę piękności ukochanego, natomiast z drugiej strony jako metaforę przemijania poprzez odniesienie do postaci Narcyza z mitologii greckiej. 
Pierwsze słowo angielskiego oryginału alack jest grą słów i może oznaczać zarówno niestety jak i coś niskiej wartości. 
W dwunastym wersie znajduje się odniesienie do daru, który może być rozumiany zarówno w przenośni jako talent (tak jak w sonetach 11 oraz 60) lub też jako dar miłości (tak jak w sonecie 87). Istnieje również możliwość, że jest to bezpośrednie odniesienie do materialnego daru w wysokości 1000 funtów szterlingów na zakup nieruchomości (obecna wartość daru to 200.000 funtów szterlingów), jaki zgodnie z przekazem po raz pierwszy zapisanym w 1709 roku przez Rowe’a, miał otrzymać William Szekspir od Henry’ego Wriothesleya.

## Polskie przekłady
| 1913 |  | Niestety! Muza moja zubożała;                  |  | Maria Sułkowska     | [ 10 ] |
| 1922 |  | Ach! Jakżeż Muza ma nikła i blada!             |  | Jan Kasprowicz      | [ 11 ] |
| 1948 |  | Biada Ci moja Muzo przyziemnego losu!          |  | Władysław Tarnawski | [ 12 ] |
| 1964 |  | Ach, nędzny owoc Muza ma przynosi,             |  | Leszek Elektorowicz | [ 13 ] |
| 1968 |  | Niestety, w tym ubóstwo widzisz mego rymu      |  | Marian Hemar        | [ 14 ] |
| 1979 |  | Ach, jaką Muza ma nędzę przynosi,              |  | Maciej Słomczyński  | [ 15 ] |
| 2011 |  | Cóż znaczy wpływ przez Muzę na mnie wywierany, |  | Stanisław Barańczak | [ 5 ]  |
| 2015 |  | O losie! Jakże ma Muza jałowa                  |  | Ryszard Długołęcki  | [ 16 ] |